# 三好南穗
三好南穗（日语：／ Miyoshi Naho，1993年12月21日—），日本女子籃球運動員，效力於香頌V魔術，主要位置為控球後衛。她曾代表日本參加2016年夏季奧林匹克運動會女子籃球比賽。

## 經歷
- 市川市立菅野小學校 - 市川市立東國分中學校 - 櫻花學園高等學校（日语：桜花学園高等学校） - 香頌V魔術（日语：シャンソンVマジック）（2012年－）

## 日本代表經歷
- 2010年U17世界青年女子籃球錦標賽
- 2011年U18世界青年女子三對三籃球錦標賽
- 2014年亞洲運動會
- 2016年夏季奧林匹克運動會
- 2020年夏季奧林匹克運動會

## 外部連結
- シャンソン化粧品 シャンソンVマジックArchive.today的存檔，存档日期2013-05-01 （日語）
- 三好南穂 - WJBL（页面存档备份，存于） （日語）
- 三好南穗的X（前Twitter）